# Nanoparticulă

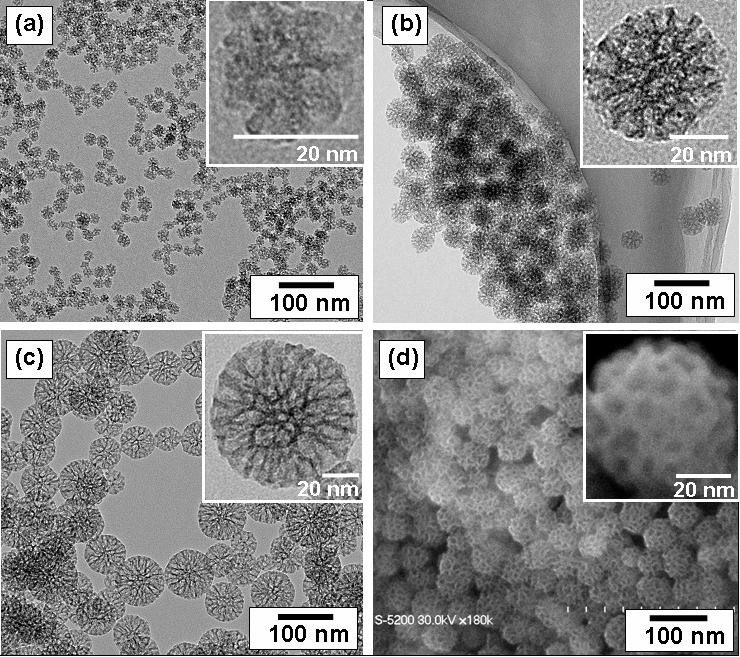
Imagini MET (a, b și c) a unor nanoparticule mezo-poroase de silică cu diametrul: (a) 20nm, (b) 45nm, și (c) 80nm. Imaginea MES (d) corespunde lui (b).

Nanoparticulele sunt particulele a căror dimensiune variază între 1 și 100 de nanometri (nm), fiind deosebit de importante în domeniul nanotehnologiei.
Cercetarea științifică în domeniul nanoparticulelor a fost foarte intensă, mai ales în ultimul deceniu, întrucât acestea au potențiale aplicații în domeniul biofizicii, medicinei, farmacologiei (ca și mod de administrare al substanțelor active din medicamente), opticii și electronicii.
Nanoparticulele au un rol foarte important în multe industrii pot avea aplicații importante pentru dezvoltarea și cercetarea de tehnologii noi. 
Nanoparticulele sunt folosite și în medicină și pot acoperi o gamă largă de aplicabilități precum realizarea de tratamente împotriva virusurilor, îmbunătățirea funcțiilor corpului uman și chiar și în produse cosmetice. Nanofibrele de carbon sunt folosite în industria aviației, ele întărind structura avioanelor, însă sunt folosite chiar și în realizarea anumitor cadre de bicicleta. Rolul nanoparticulelor este studiat constant și s-au adus dovezi științifice ca în viitor, prin dezvoltarea și înțelegerea mai amplă, acestea pot trata multe afecțiuni printre care și demența sau cancerul.